# 空島
空島是尾田榮一郎的動漫作品《ONE PIECE》中虛構的島嶼，它是著名的「空島篇」主要故事情節的發生場所。

## 島嶼概要
常人難以到達之地，因此大多數人認為空島是虛構的島嶼。存在於白海（7,000公尺上空）之上的白白海（10,000公尺上空）。這樣的高度導致空氣非常稀薄，藍海（普通的海）人的運動能力會因此大幅下降。
劇情可能取材於英國對查戈斯群島驅逐事件。

### 地理

#### 神之國
神之國（スカイピア，SKYPIEA），由天使島和神之島阿帕亞多組成。世世代代以來Skypiea的領袖被称之為「神」；當魯夫等人到達時，正處於「神」艾涅爾的恐怖統治之下。
空海上的陸地阿帕亞多原本是位於藍海的加亞島的一部分，在400年前被海流帶到了白白海，當時黃金鐘香朵拉的燈火的鐘聲響遍了神之國；天空之民將其視為聖地，因為它是一個全然由土地構成的島，當然也帶來豐富的自然資源，於是立刻對這座島進行侵占，促使香狄亞人（原加亞島居民的後代）為了奪回家園及再度敲響黄金鐘，與天空之民展開4百年的戰爭。
後來天使島被艾涅爾完全摧毁，魯夫及時阻止艾涅爾進一步摧毀阿帕亞多，同時亦結束島上長達4百年的戰爭，空海人及香狄亞人亦達成和解。
- 天國之門（Heaven's Gate）

漂浮在白海上，是Skypiea的入口。每位遊客在入境時須繳納10億伊克，出境時還要再支付20億伊克。
- 天使島（Angel Island）

漂浮在白白海上，由島雲形成的島嶼。以空島來說相當大，居民也很多，柯妮絲等天空之民即居住於此。後被艾涅爾完全摧毁。
- 可愛街（Lovely Street）

天使島上最知名的繁華街道，市集有很多售賣「貝」的店舖。
- 天使海灘（Angel Beach）

天使島上的海灘，草帽海賊團與柯妮絲初次相遇的地方。
- 雲隱村（Hidden Cloud Village）

香狄亞居民被趕出香朵拉後隱密生活的村子。
- 神之島 阿帕亞多（Upper Yard）

是「神」居住的島嶼，因為有著大量空島所沒有的泥土而被稱為「聖域」，其實是400年被衝天海流沖上空島的加亞島的一部分。艾涅爾在此地舉行81人的生存淘汰賽。
- 黃金都市 香朵拉（City of Gold Shandora）

香朵拉原解作「骷髏的右眼」，這與加亞島的原形是骷髏頭有關。800年前滅亡的古代都市，中心有著著名的黃金鐘與黃金大鐘樓，建築外圍全都舖滿黃金。古都滅亡後，香狄亞人仍世世代代惦記著守護著鑲在鐘樓中記載古代兵器「海皇」的歷史本文石碑。那裡多數的黃金都被艾涅爾使役神隊拿去構築方舟「箴言」，還有少部分的黃金被香狄亞的巨蛇諾蘭吞下並輾轉被草帽海賊團取得。
- 巨大豆蔓

兩條非常粗的豆莖互相纏繞而向上生長行成，穿過香朵拉古城中心，上層卡著島雲的地方有遺跡，更上層建有神之社。
在神之島「誕生」前就存在，神之島「誕生」時正好從黃金鐘的位置被豆蔓穿過，也因此造成黃金鐘失蹤、部分遺跡卡在上層，而巨大豆蔓也是支撐著神之島重量的存在。在與艾涅爾的對戰中尖端被砍倒，後來被當作營火晚會的燃料。
- 雲的盡頭（Cloud End）

在白海上的遙遠東方，離開白海的出口。似乎受到艾涅爾一戰的波及，當魯夫等人離開時，雲之川已經被截斷，必須透過空島名產「章魚熱氣球」抓住船，以類似熱氣球方式減緩下降的速度。
- 橡皮弓遊樂園（Rubber Band Land）

「大事件」結束兩年後，新建的遊樂園，遊樂園的標誌是騙人布的頭像，同時也是亞馬遜、愛紗、諾蘭在第二部劇情工作的場所。
- 南瓜咖啡廳（Pumpkin Cafe）

「大事件」結束兩年後，由柯妮絲和蘭奇共同經營的咖啡廳，店裡的招牌菜是南瓜麵。
其他
- 由下往上海流（Knock Up Stream）

又稱怪物海流，發生在加亞島附近海域，由於海水湧入海底的坑洞，而岩漿的溫度造成局部海水突沸，使其受熱後爆發；噴發具週期性（每6天一次），高度通常都可達7000公尺以上，400年前甚至將一半的加亞島推上白白海。已經很少人以此方式從藍海前往白海，因為沿海流而上只有全部生存和全部死亡兩種可能性，甘·福爾曾稱讚選擇怪物海流的草帽海賊團是許久不見「勇敢的年輕人」。
- 高腰之頂（Summit of High West）

是除了由下往上海流以外另一條從藍海前往白海的路線，會經過一些空島。然而抵達白海的成功機率極低，假設有100人上天空，最後到達的生存者也是寥寥無幾，具體原因不明。

#### 其他空島
- 碧卡（Birka）

在遙遠東南方的空島，是艾涅爾的故鄉。六年前被艾涅爾完全消滅，並從那裡帶走200個已絕種的噴風貝，雖然碧卡也有強悍的戰士，但艾涅爾根本看不上眼。
- 維薩利亞（Weatheria）

別名小空島，是利用科學研究天氣的國家，由於島上的氣象學家能操控此島嶼的移動方向，因此偶爾會來到藍海添購所需物資。娜美被巴索羅繆·大熊的果實能力而彈飛到此地。那裡的日常生活都和天候運用脫離不了關係，例如動畫版娜美寄住在哈雷達斯的住處時，就連洗澡都會運用到特殊的人造雲沖澡。
- 廢棄男爵終點站（Ballon Terminal，或譯廢棄氣球終點站）

位於新世界上空10,000公尺的空島，是由眾多飄上天空的氣球支撐的雲之孤島，兩年後破戒僧海賊團曾在那邊養傷，並目睹四皇海道為了求死而墜下。

### 文化
以下為神之國（Skypiea）的文化，不代表其他空島。
- 天空之民的統治者被稱為「神」。
- 大部分的居民（天空之民與香狄亞族）背上生有兩片羽狀物，此外天使島居民的頭髮會伸出兩束尾端球狀。
- 天使島居民的衣裝，多半採取連身式設計，而且還會在其中一邊繡上連綴式的花紋。
- 居民以「帕索」（直譯為肚臍）作為招呼語。
- 有些人能使用「心鋼」（見聞色霸氣）預見他人動向。
- 貨幣單位是伊克（エクストル），與藍海的貨幣單位「貝里」換算關係為1貝里 = 10,000伊克。入境時每個人必須繳納10億伊克（100,000貝里）的費用；如不繳納入境費，則會被視為非法入境，被島上的神兵追擊。此外，出境時每個人必須繳納20億伊克才可通關。
- 貝的原産地；構成空島的主要物質是雲，以上兩者都是此處的特產。當地人的日常生活都會用到貝與雲。
- 島上還有一種必須掌握海流動向才能順利操作的交通工具「威霸」，就算是一些當地人（例如派葛亞）也要花費幾年的時間理解威霸的操作方法。但是來自藍海的娜美只花了幾分鐘就學會威霸的操作方法。
- 神之國擁有一套獨特的法律，於艾涅爾在位期間通行全國，設計目的是使藍海人容易成為罪犯，引誘他們增加罪行，用來對天空之民殺雞儆猴。
- 雲浮流：連人帶船放在島雲上任其漂流，可能200年前或更早就有這樣的死刑。
- 鐵和橡膠等物料先後從藍海引進當地。

## 角色介紹

### 神之國（SKYPIEA）
存在於白海（7,000公尺上空）之上的白白海（10,000公尺上空），由天使島和神之島阿帕亞多組成。世世代代以來SkyPiea的領袖被稱之為「神」，阿帕亞多原本是位於藍海的加亞島的一部分，在400年前被海流帶到了白白海。後來天使島被艾涅爾完全摧毀。
甘·福爾（Gan Fall）
聲優：八奈見乘兒〈153－195話〉→市川猿之助〈SP版空島篇〉→佐藤正治〈967話〉（日本）；孫中台（台灣）
年齡：66歲→68歲，生日：12月22日，星座：射手座，血型：X型，身高：180公分，出生地：空島，喜歡的食物：南瓜汁。
自稱「空之騎士」的老齡傭兵，武器為「Pilum」（古代騎士團所使用的投槍）和「衝擊貝」，身穿鎧甲，被草帽一行人稱之為「怪騎士」，坐騎是天點鳥皮耶爾。
甘·福爾為前前任與現任的「神」。由於幾百年來香狄亞人和空海人為了爭奪土地而一直有過節，他常為如何終止兩方紛爭一事苦惱不已，曾想用南瓜促進友好關係，但卻惹惱了瓦夷帕。
6年前入侵Skypiea的艾涅爾和四神官把他踢下「神」的寶座，他的幾百名部下「神隊」亦全被艾涅爾搶走。之後隱居在艾涅爾無法攻擊的地方種植南瓜，時常化身為「天空騎士」來保護空島人和航海者。
初登場時成功擊退了欲攻擊草帽海賊團的瓦夷帕，對一行人乘著怪物海流上來空島一事感到訝異與佩服，並約定遇到危險時會免費保護他們，其後收到喬巴的求救前往祭壇與四神官之一的修羅展開對峙，卻不慎中了繩雲陷阱而被修羅重創。
參與了81人淘汰賽，並且成為倖存下來的5人之一。他相信當「島的歌聲」響起時戰爭就會終止，在艾涅爾戰敗後被眾人推舉回到「神」的位置。
兩年後沒什麼變化，與香狄亞酋長一同慶祝南瓜的大豐收。形象参考自西班牙小说家塞万提斯小说堂吉诃德的主人公。
皮耶爾（Pierre）
聲優：粗忽屋西神戸店（日本）；符爽（台灣）
生日：10月8日，星座：天秤座，喜歡的食物：胡蘿蔔。
甘·福爾的貼身夥伴，是空島的特有鳥類「天點鳥」。 動物系「馬馬果實」 能力者，與其原有的特性結合後變成「天馬」，但樣貌卻十分怪異，和一般人想像中的「天馬」有很大的差別。形象参考自希腊神话里的天马佩加索斯。

#### 天使島
柯妮絲（Conis）
聲優：高橋理惠子（日本）；詹雅菁（台灣）
年齡：19歲→21歲，生日：5月20日，星座：金牛座，血型：F型，身高：176公分，出生地：空島「天使海灘」，喜歡的食物：南瓜咖啡。
天使島的居民，特徵是尾端呈現球狀的淺黃雙髮辮、皮膚雪白、面容身材姣好的妙齡女子，總是在天使海灘彈奏豎琴，個性正直，武器是炎炮。在草帽海賊團到達空島時，介紹了當地的文化特色和物產。當初為了保命，聽從艾涅爾的規定想誘導草帽海賊團去接受制裁，最後因為受不了良心譴責而將真相告訴一行人，被艾涅爾制裁，所幸被及時出現的甘·福爾所救。
在得知艾涅爾想毀滅空島的企圖，一個人冒著可能被制裁的危險勇敢站出來反抗艾涅爾，於艾涅爾戰敗後使用空島特產章魚熱氣球送魯夫一行人離開。
兩年後和蘭奇經營「南瓜咖啡廳」，還因此為店裡的招牌南瓜麵打響了名號。
絲絲（Su）
聲優：粗忽屋武蔵野店（日本）；許淑嬪（台灣）
雲狐，是柯妮絲的寵物，除了「絲～」的叫聲以外也會說招呼語「肚臍」。
派葛亞（Pagaya）
聲優：大場真人（日本）；符爽（台灣）
年齡：52歲→54歲，生日：8月17日，星座：獅子座，血型：F型，身高：179公分，出生地：空島「天使海灘」，喜歡的食物：天空龍蝦。
天使島的居民，柯妮絲的父親，是威霸的修理技師，鬍子長的很像雪納瑞，口頭禪是「不好意思」。
在本篇中同時擔任搞笑角色。在家裡招待魯夫等人時，因為沒有將過期的醬料處理掉，導致香吉士誤嘗過期醬料而當場動怒。得知艾涅爾想毀滅空島的企圖後受到神的制裁，所幸只掉落到白海而得救了。
兩年後沒什麼變化，來到柯妮絲和蘭琪經營的「南瓜咖啡廳」為兩人捧場。
亞馬遜（Amazon）
聲優：山本圭子（日本）；許淑嬪（台灣）
年齡：77歲→79歲，生日：8月4日，星座：獅子座，血型：X型，身高：120公分，出生地：空島，喜歡的食物：蠶豆茶。
天國之門的監視官，個性狡詐的婆婆，臉長的像酸梅。在草帽海賊團抵達天國之門時，以曖昧不清的態度暗示可以免繳入關費，卻在入境後暗自聯繫神兵和神官追擊他們。
兩年後頭髮變長，在空島擔任橡皮弓遊樂園的入場券兜售員，但是她的收費標準仍然很昂貴（3,000萬伊克 = 30,000貝里）。
名字的由來是亞馬遜人和亚马逊雨林。
（Mochi）
聲優：（日本）；詹雅菁（台灣）
天使島的小孩，父親莫伊爾是神隊的成員。
瑪莉蓮（Marilyn）
在空島的宴會裡，和香吉士一起跳舞的大嬸，在40年前是「空島小姐選拔賽」的冠軍，亦是當時空島最漂亮的女性。

#### 神隊
神隊（Divine Squad）為神官的直屬部隊，是Sky piea最溫和的執法者。特徵是頭髮尾端弄成一個球狀，頭上戴著白色貝雷帽，穿著藍色、紫色為主色的制服。平常不論必要與否抑或能否達到掩護效果都會匍伏前進移動，敬禮時立正將右手擺在腰後，左手伸出食指與小指擺在後腦勺。
以前是服侍前代的「神」甘·福爾的軍隊，6年前艾涅爾統治空島後，多數成員被監禁作苦工，艾涅爾敘述其為「上等的人才」，而少部分成員則成為空島的「白貝雷部隊」，扮黑臉成為負責處理小事件的警察，保護天空之民不會直接被神官處罰。後來神隊在艾涅爾離開空島後都回到了家人身邊。
麥金利（McKinley）
聲優：園部啓一（日本）；孫中台（台灣）
白貝雷部隊隊長。初登場時被娜美的威霸撞飛出去。從柯妮絲口中得知艾涅爾想毀滅空島的企圖後，協助疏散天使島的居民。兩年後留了鬍子，來到柯妮絲和蘭奇經營的「南瓜咖啡廳」為兩人捧場。
名字的由來是麥金利山。
莫伊爾（Moyle）
聲優：不詳（日本）；孫中台（台灣）
神隊的成員，逃出神之島後遇見並告知派葛亞艾涅爾想毀滅空島的企圖後受到神的制裁。有個兒子叫做莫奇。
賢者柯鐵（Sage Gode）
聲優：不詳（日本）；孫中台（台灣）
忠心服侍神的神職人員，滿臉鬍鬚，艾涅爾曾就最後島上剩下多少人詢問他的看法。

### 香狄亞

#### 現代
瓦夷帕（Wyper）
聲優：相澤正輝、木內玲子【少年】（日本）；宋克軍、許淑嬪【少年】／李世揚、孟慶府【少年】〈SP空島篇〉（台灣）
年齡：22歲→24歲，生日：8月18日，身高：183公分，星座：獅子座，血型：X型，出身地：空島「雲隱村」，喜歡的食物：燒烤。
香狄亞戰士們的帶頭者，人稱「戰鬼」，是「大戰士」卡爾葛拉的後代子孫，喜歡聽卡爾葛拉的故事。特徵是深紅色的龐克頭加辮子，左眼周圍有刺青，嘴邊叼著一根菸，和蘭琪是青梅竹馬。本身擁有很強的戰鬥力，可以和魯夫打的不相上下，由於表情凶惡加上好戰的性格，被愛紗形容像魔鬼一樣恐怖。使用「燃燒砲」和「排擊貝」當武器，為能攻擊得到艾涅爾而在冰鞋上裝上「海樓石」。
初登場時戴著大面具，並打算將剛來到空島的魯夫等人排除，後因為甘·福爾前來阻止而暫時撤退，在81人淘汰賽中，他以「排擊」率先擊敗了四神官之一的修羅，並且成為最後的5名生還者之一。後與艾涅爾交戰時，配合發射器抑制住對方後使用「排擊」攻擊，但最後仍被艾涅爾擊倒。當魯夫與艾涅爾進入最終決戰時，他一度對於魯夫想敲響黃金鐘一事相當不以為然，後來了解到魯夫敲鐘的目的是為了讓諾蘭德的子孫庫利凱聽到鐘聲，於是改變想法，第3度使用「排擊」打斷巨大豆蔓，但也導致自己的骨頭斷裂，將所有希望都放在魯夫身上，於艾涅爾戰敗後在喬巴的治療下存活下來。
「頂點戰爭」結束兩年後改蓄自然放下的長髮、將火炮背在後方，並和其他香狄亞戰士成為「神」的護衛。
名字來源是「雨刷」（Wyper）。
卡馬奇利（Kamakiri）
聲優：けーすけ、鈴木真仁【少年】（日本）；孫中台、詹雅菁【少年】（台灣）
年齡：22歲→24歲，生日：7月10日，身高：214公分，星座：巨蟹座，血型：F型，出身地：空島「雲隱村」，喜歡的食物：酒、野菜、雲熊肉。
香狄亞戰士，人稱「螳螂」，瓦夷帕的竹馬之交，留著莫西干頭，戴太陽眼鏡的高瘦男子，使用「燃燒劍」當武器。
在81人淘汰賽中敗給了艾涅爾，於艾涅爾戰敗後帶著愛紗收集到的「大地」跟蘭奇碰頭。兩年後，和其他香狄亞戰士成為「神」的護衛。
名字來源是「螳螂」（Kamakiri）。
布拉哈姆（Braham）
聲優：乃村健次、岡村明美【少年】（日本）；符爽、詹雅菁【少年】（台灣）
年齡：22歲→24歲，生日：10月10日，身高：179公分，星座：天秤座，血型：X型，出身地：空島「雲隱村」，喜歡的食物：空鯊魚的肉乾。
香狄亞戰士。瓦夷帕的竹馬之交，戴著竹簍面罩的男子，使用「閃光槍」當武器。
在81人淘汰賽中被索隆擊敗，於艾涅爾戰敗後在慶祝晚宴中跟索隆互相比酒量。兩年後，和其他香狄亞戰士成為「神」的護衛。
名字來源是美國城市「布拉漢姆」（Braham）。
捷寶（Genbo）
聲優：龍谷修武、高塚正也【少年】（日本）；符爽、詹雅菁【少年】（台灣）
年齡：23歲→25歲，生日：2月9日，身高：193公分，星座：水瓶座，血型：S型，出身地：空島「雲隱村」，喜歡的食物：雲豹的肉。
香狄亞戰士。瓦夷帕的竹馬之交，體型肥胖的男子，使用「鐵砲彈」當武器。
在81人淘汰賽中被神兵長大山擊敗，於艾涅爾戰敗後恢復意識。兩年後，和其他香狄亞戰士成為「神」的護衛。
蘭奇（Raki）
聲優：富澤美智惠（日本）；詹雅菁（台灣）
年齡：20歲→22歲，生日：7月7日，身高：179公分，星座：巨蟹座，血型：S型，出身地：空島「雲隱村」，喜歡的食物：南瓜麵。
香狄亞女戰士。綁著黑色馬尾，身穿淡紫色衣褲的女性。和瓦夷帕是青梅竹馬，卻相當懼怕他，使用長型槍枝作為武器。
在81人淘汰賽中，蘭奇本想將卡馬奇力的話轉達給瓦夷帕，卻被艾涅爾當場擊敗。於艾涅爾戰敗後與愛紗碰頭，並親自替愛紗修剪頭髮。兩年後，蘭奇和柯妮絲經營「南瓜咖啡廳」，還因此為店裡的招牌南瓜麵打響了名號。
愛紗（Aisa）
聲優：鈴木真仁（日本）；許淑嬪（台灣）
年齡：9歲→11歲，生日：1月3日，星座：摩羯座，血型：F型，身高：140公分，出生地：空島「雲隱村」，喜歡的食物：甜雲，霸氣：見聞色。
香狄亞的孩童，一出生就擁有「心綱」（見聞色霸氣）的能力，但時常為這個能力所苦。聲稱自己也是香狄亞戰士，持有的武器似乎是「燃燒劍」，但卻不敢用。
兩年後改蓄中長髮並綁成兩束髮辮，身高也明顯長高，在橡皮弓遊樂園擔任分發雲球的工作人員。
香狄亞酋長（Shandia Chief）
聲優：中江真司→增谷康紀〈SP空島篇〉（日本）；符爽（台灣）
年齡：63歲→65歲，生日：10月4日，身高：179公分，星座：天秤座，血型：X型，出身地，空島「雲隱村」，喜歡的食物：南瓜果汁。
現任香狄亞酋長，長相與400年前的酋長一樣。曾把卡爾葛拉和諾蘭德的故事告訴小時候的瓦夷帕。兩年後和再次擔任「神」的甘·福爾慶祝南瓜的大豐收。
依紗（Isa）
聲優：水城玲奈（日本）；許淑嬪（台灣）
香狄亞女性，愛紗的母親。
優茲哈涅（Yotsubane）
聲優：濱野雅嗣（日本）；符爽（台灣）
香狄亞戰士。手持弓箭，頭戴羽毛圓帽男子。是少數進入到上層遺跡人員之一，襲擊歐姆時不慎觸動毆姆的陷阱。
馬尤希卡（Mayushika）
聲優：藤本隆宏（日本）；宋克軍（台灣）
香狄亞戰士。雙耳垂著圓環，拿四叉矛，外貌似印度土著原型。是少數進入到上層遺跡人員之一，被毆姆擊敗。
瓦拉希（Warashi）
聲優：笹田貴之（日本）；孫中台（台灣）
香狄亞戰士。沖天髮型的瞇眼男子。是少數進入到上層遺跡人員之一，被聖潔擊敗。
諾蘭（Nola）
聲優：高塚正也（日本）；符爽（台灣）
住在神之國的巨大蟒蛇，人稱「天空之主」。牙齒上的毒液可以使樹木迅速萎縮，是400年前的蛇神「卡西神」的孫子。賽特為了紀念諾蘭德替還是小蛇的牠取了「諾蘭」之名。隨加亞島一起被沖上空島後，牠將一部分的黃金遺跡吞進胃裡，後為草帽海賊團所得。
兩年後留駐橡皮弓遊樂園，咬著一條長條橡皮筋帶著小孩盪鞦韆，成為遊樂園內的熱門人物。
形象则取自于摩诃婆罗多中被因陀罗用金刚杵斩杀的巨蛇弗栗多和湿婆的坐骑龙王婆苏吉跟澳大利亚神话中的虹蛇。

#### 400年前
卡爾葛拉（Calgara）
聲優：柴田秀勝（日本）；符爽（台灣）
年齡：享年39歲，生日：10月4日，身高：222公分，星座：天秤座，血型：X型，出身地：偉大航路加雅，喜歡的食物：烤全大魚，霸氣：見聞色。
瓦夷帕的祖先，400年前香狄亞最兇狠的「大戰士」。海圓曆1,122年（約400年前），與意外來到加亞島的蒙布朗·諾蘭德結下深厚的友誼；更在離別時承諾會永遠敲著「香朵拉的燈火」等待諾蘭德再臨。然而在海圓曆1,126年（即諾蘭德重訪加雅島的前1年），卡爾葛拉和族人隨一半的加亞島被海流沖上了空島，並和當時空島的「神」引發土地爭奪戰，最後抱憾戰死。
哈布（Herb）
聲優：齊藤貴美子（日本）；許淑嬪（台灣）
卡爾葛拉的妻子，不希望女兒穆思成為「卡西神」的活祭品。
穆思（Mousse）
聲優：皆口裕子（日本）；詹雅菁（台灣）
卡爾葛拉的女兒，為拯救全村免受瘟疫侵襲，自願成為「卡西神」的活祭品，該儀式被諾蘭德適時阻止。
名字取自于慕斯女神。
賽特（Seto）
聲優（少年）：尾加夢等（日本）；許淑嬪（台灣）
聲優（青年）：濱野雅嗣〈電視版〉、新井良平〈特別篇〉（日本）；宋克軍〈電視版〉、李世揚〈特別篇〉（台灣）
崇拜卡爾葛拉的少年，感染了樹熱最後被諾蘭德所救，後來娶了卡爾葛拉的女兒穆思為妻。
名字取自于古埃及的风暴神赛特神。
柯本
聲優：中江真司、增谷康紀〈特別篇〉（日本）；孫中台（台灣）
400年前香狄亞的酋長。從諾蘭德對於「樹熱是有藥可治，而非詛咒」與「活人獻祭不理性」堅持的態度，看出這個人對於他所說的這些話堅信不移，並願意以生命捍衛。
形象则取自于阿帕奇族族长杰罗尼莫。
卡西神
居住在加亞島的巨大蟒蛇，400年前被香狄亞人所崇拜，當村裡發生變故時便會在祭壇上向卡西神獻上活人，據說此人將被迎接到太陽神身邊。後來諾蘭德為了阻止儀式而將正要用餐的卡西神殺死；其後諾蘭德被斷層困住時被卡西神的兒子盯上，卡爾葛拉被說服而出手把牠也殺了。
形象参考自玛雅神话里的羽蛇神库库尔坎与北欧神话里的大蛇耶梦加得和吞象的巨蛇巴蛇。

### 神之軍團
艾涅爾（Enel）
聲優：森川智之（日本）；宋克軍（台灣）
年齡：37歲→39歲，生日：5月6日，身高：266公分，星座：金牛座，血型：S型，出身地：空島「碧卡」，喜歡的食物：蘋果、香蕉，霸氣：見聞色。
「神之國SKYPIEA」的「神」（空島篇）。耳垂很長，外表看似懶散，實則性格殘忍、好戰，對上戰士不會因為性別而手下留情。獨特笑聲是「耶哈哈哈」。
自然系「轟雷果實」能力者，雷電人，可以變成雷電或放電攻擊（最大為兩億伏特），羅賓提到這是在眾多能力當中號稱「無敵」的能力之一。他背上的四個太鼓能使出鳥、獸、龍等型態的雷電。
擁有「心綱」（見聞色霸氣）的能力，與自身的雷之力結合，能用電波的形式聽到涵蓋Skypiea所有地區的人們談話，藉此決定是否對該地區降下雷電的「制裁」。
6年前他毀滅了自己的家鄉碧卡，不久後和四神官驅逐當時統治Skypiea的「神」甘·福爾。與四神官統治著Skypiea，但他認為「無限大地」才是神的歸屬之地，為此製作了一艘以黃金打造、雷電作推動力的方舟「箴言」。
在阿帕亞多的生存淘汰賽中擊倒眾多參賽者，後來將四名生還卻不服從他的參賽者們（包括索隆和羅賓在內）通通擊垮，只留下了表面上向他投降的娜美。
之後與魯夫展開激烈交戰，由於白白海沒有橡膠這種東西，不怕電擊的橡膠人魯夫是他意料之外的唯一天敵，但「雷冶金」的電熱仍讓魯夫陷入苦戰，最後被魯夫以「橡膠黃金螺旋彈」擊敗。
戰鬥結束後，他依原定計劃駕駛著方舟箴言離開空島並前往無限大地「月球」，在扉頁連載《艾涅爾的宇宙大作戰》的故事裡，艾涅爾來到心目中的無限大地，進行著他的統治。
在SBS詢問專欄中，作者尾田榮一郎估計艾涅爾下藍海後的懸賞金約有5億以上；並說到他拿下頭巾後，其實是個大嬸頭。
名字來源是「能量」（エネルギー），形象参考自美国的说唱天王埃米纳姆。
| 艾涅爾的招式 | 艾涅爾的招式         | 簡介 |
| 基本技       | 延伸技               | 簡介 |
| ------------ | -------------------- | --- |
| 「轟雷果實」 | 電療                 | 用電流按摩自己的心臟，能夠讓停止的心臟再次跳動。 |
| 「轟雷果實」 | 稻妻（）             | 從手腕變化成直線的雷攻擊目標。名字的由來是奈及利亞中Yoruba族的雷神。 |
| 「轟雷果實」 | 電光                 | 從身體發出雷，再將雷轉換成光熱來抵銷任何物理攻擊。名字的由來（KARI）是馬來半島的小人族雷神。 |
| 「轟雷果實」 | 雷冶金               | 利用高壓電產生出大量的熱能來熔化金屬，再製成自己想要的形狀。 |
| 「轟雷果實」 | 放電                 | 放出雷電攻擊目標，根據使用者的意思，電壓從1到2億伏特都能自由操縱。在本作有100萬伏特、2,000萬伏特、1億伏特、MAX‧2億伏特。名字的由來（VARI）是電擊的效果音。                                                                                               |
| 「轟雷果實」 | 神的制裁（）         | 將自己的手腕形成雷，再根據使用者的意思放出，最後放出的雷從空中降下巨大的雷之電柱毀滅目標。此招也能橫向扔出，不一定要由上往下。這招加上心網能更加精確地鎖定目標。名字的由來（TORU）是古北歐神話中的戰神索爾。                                             |
| 「轟雷果實」 | 3,000萬伏特·雷鳥（） | 敲擊右肩的太鼓，將自己製造出的雷電從太鼓中展現，再形成鳳凰型的雷鳥高速飛向目標電焦對方。名字的由來（HINO）是北美易洛魁族的巨大雷鳥。 |
| 「轟雷果實」 | 3,000萬伏特·雷獸     | 敲擊左肩的太鼓，將自己製造出的雷電從太鼓中展現，再形成狼獸型的雷狼高速跑向目標電焦對方。名字的由來是日本的雷獸「木貂」。 |
| 「轟雷果實」 | 6,000萬伏特·雷龍     | 敲擊兩肩的太鼓，將自己製造出的雷電從太鼓中展現，再形成一條巨大的雷龍衝向目標電焦對方。名字的由來（SHAMUBUMU）是阿姆納地的雷神。 |
| 「轟雷果實」 | 萬雷                 | 利用方舟箴言製造的廣範圍雷雲中放出自己製造出的雷電，藉此刺激雷雲中的電子，最後暴動的電子向地面下落去形成無數的閃電。名字的由來（MAMARAGAN）是澳洲中部的雷神。                                                                                            |
| 「轟雷果實」 | 雷迎                 | 利用方舟箴言製造的廣範圍雷雲放出自己製造出的雷電，藉此刺激雷雲使其變成巨大的球狀黑色雲，外型類似於球狀閃電，其內部充滿了驚人的氣流和電流。最後將黑球雷雲從天而降，落下的瞬間會爆發出強大的雷電將攻擊範圍內的目標全數摧毀。名字的由來佛教用語的「來迎」。 |
| 「轟雷果實」 | Max 2億伏特·雷神     | 艾涅爾最強的招式，將自己全身的「2億伏特雷電」全數放出，將這些放出的雷電全數包圍在自己身上，藉此變身為巨大雷神的姿態，其攻擊威力不容小覷。名字的由來（AMARU）是「從天而降」，意思為日本的「落雷」。                                                       |

#### 四神官
每位神官皆具備「心綱」（見聞色霸氣）的能力。
歐姆（Ohm）
聲優：竹本英史（日本）；孫中台、歐祖豪〈SP空島篇〉（台灣）
年齡：27歲→29歲，生日：3月25日，身高：189公分，星座：白羊座，血型：XF型，出身地：空島「碧卡」，喜歡的食物：天空海草、天空大豆的燉菜，霸氣：見聞色。
「蒼天術士」的神官，掌管生存率0%的「鐵之試鍊」，象徵喜怒哀樂中的「哀」。戴著墨鏡不苟言笑的光頭男子，常為了人類你爭我奪意識而哀傷不已，認為停止戰爭的唯一辦法就是「所有人都死掉」。豢養著一隻狗名叫聖潔。
是使用「鐵雲」的高手，其劍法十分了得，裝備在刀上的「鐵雲」使得他的刀輕如雲、硬如鐵，還能伸縮自如、變化形狀，能夠像刀一樣自由的使出斬擊。
天空戰一役，先後擊敗數名香迪亞戰士和喬巴，將決斗場地包圍起來，與索隆展開激烈交戰，最後被他的「百八煩惱鳳」擊敗。
名字的由來是梵文中守護創造變革之神「AUM」，或梵文聖音「嗡（ॐ）」。
聖潔（Holy，聲優：龍谷修武（日本）；符爽（台灣））
生日：11月7日，星座：天蠍座，喜歡的食物：空雞的雞胸肉。
歐姆的愛狗，力氣很大且非常聽話，但缺點是這隻狗會聽命於任何人（包括敵人）的命令。
| 歐姆的招式 | 歐姆的招式     | 簡介                                                                         |
| 基本技     | 延伸技         | 簡介                                                                         |
| ---------- | -------------- | ---------------------------------------------------------------------------- |
| 鐵雲       | －             | 擁有「鐵」性質的雲，能夠像刀一樣自由的使出斬擊，也具有雲的伸展、變形的性質。 |
| 鐵雲       | 白荊死亡決鬥   | 讓鐵雲呈荊棘狀包圍起來。                                                     |
| 鐵雲       | 鐵之鞭（）     | 讓鐵雲呈鞭狀鞭打對手。                                                       |
| 鐵雲       | 鐵之堤防（）   | 讓鐵雲呈盾防御攻擊。                                                         |
| 鐵雲       | 鐵之扇（）     | 讓鐵雲呈扇狀。                                                               |
| 鐵雲       | 鐵之叉（）     | 讓鐵雲呈叉狀刺穿對手。                                                       |
| 鐵雲       | 鐵之西洋劍（） | 讓鐵雲呈長劍狀伸長砍開對手。                                                 |

修羅（Shura）
聲優：太田真一郎（日本）；符爽（台灣）
年齡：31歲→33歲，生日：9月20日，身高：191公分，星座：處女座，血型：S型，出身地：空島「碧卡」，喜歡的食物：甜辣炒空貝繩，霸氣：見聞色。
「蒼天騎士」的神官，掌管生存率3%的「繩之試鍊」，象徵喜怒哀樂中的「怒」。頭戴飛行員帽和護目鏡，對自己的力量相當有自信，但也因此自取滅亡。寵物是三丈鳥-盤腿。
是使用「熱貝」及「繩雲」的高手，熱貝裝備在矛中而成為炎矛；繩雲則布置在他管轄的範圍，由於繩雲相當細小，肉眼難以辨識，又因極其堅韌，闖入的人很容易被纏繞而不自知，最後動彈不得、任憑宰割。
天空戰一役中，與香狄亞的戰士「戰鬼」瓦夷帕展開激烈交戰，被他的「排擊貝」擊倒。諷刺的是，他是這場生存淘汰賽裡第一個慘遭淘汰的參賽者，對此艾涅爾笑道：「他大概是沒受到神的保佑吧」。
名字的由來是修羅（SYURA）和六道轮回里的阿修罗道。
盤腿（Fuza，聲優：高塚正也（日本））
生日：2月3日，星座：水瓶座，喜歡的食物：空蜥蜴
修羅的愛鳥，嘴內裝備了「炎貝」而能噴火，對修羅非常忠心。
| 修羅的招式 | 修羅的招式 | 簡介                                                   |
| 基本技     | 延伸技     | 簡介                                                   |
| ---------- | ---------- | ------------------------------------------------------ |
| 繩雲       | －         | 細絲狀的雲，但卻強韌到一般人無法輕易掙脫的地步。       |
| 熱貝       | 火之槍     | 用裝有“熱貝”的長槍攻擊對手，被長槍碰觸到的物體會著火。 |
大悟（Satori）
聲優：高戶靖廣（日本）；宋克軍、孟慶府〈SP空島篇〉（台灣）
年齡：25歲→27歲，生日：3月10日，星座：雙魚座，血型：S型，身高：179公分，出生地：空島「碧卡」，喜歡的食物：加糯米糰的空島小豆粥，霸氣：見聞色。
「森」的神官，掌管生存率10%的「球之試鍊」，象徵喜怒哀樂中的「喜」。是個長得像球的奇異男人，為副神兵長中悟＆小悟的三胞胎大哥。口頭禪是「呵呵－呵嗚！」，怕癢。
是使用「衝擊貝」及「驚奇雲」的高手，平時將衝擊貝隱藏在他的手套當中，出其不意的靠近對手並給予傷害；驚奇雲則布置在他管轄的迷之森林，當球狀的驚奇雲受到撞擊時便會使裡面的機關啟動，闖入的人很容易誤觸而引發危機（如蛇窩、直接爆炸、尖刺等，但也有完全無害的籤王）。
在草帽海賊團到達神之島的第一天，與魯夫、騙人布和香吉士展開激烈交戰並數度玩弄他們，卻因為魯夫的緣故使自身心網被打亂無法預測對方動作，最後被香吉士以「粗碎」擊敗。
名字的由來是開悟（SATORI）。
| 大悟的招式 | 大悟的招式        | 簡介 |
| 基本技     | 延伸技            | 簡介 |
| ---------- | ----------------- | --- |
| 衝擊貝     | －                | 儲存力以衝擊的形式施放。威力有極限，使用者也會受到傷害。                                                     |
| 驚奇雲（） | －                | 用藏有各種機關（刀、蛇、火藥等）的球雲攻擊對手。                                                             |
| 驚奇雲（） | 驚奇球髻‧球龍（） | 將藏有火藥的球雲串在一起，再用掛有線的棒子操作，球雲的前端掛有一只龍臉面具，只要碰觸到球雲就會引發連環爆炸。 |
涅盤（Gedatsu）
聲優：高塚正也（日本）；孫中台、歐祖豪〈SP空島篇〉（台灣）
年齡：29歲→31歲，生日：8月10日，身高：220公分，星座：獅子座，血型：S型，出身地：空島「碧卡」，喜歡的食物：五郎親手做的三明治，霸氣：見聞色。
「空護衛長」的神官，掌管生存率50%的「沼之試鍊」，象徵喜怒哀樂中的「樂」。特徵是蜘蛛腳般的髮型。他的協調性似乎有些不太正常，有時會翻白眼而看不到敵人、在心裡向敵人碎碎念卻忘記發出聲音甚至忘記呼吸等，往往需要旁人提醒，因此是唯一需要有部下跟在旁邊的神官。
是使用「噴風貝」、「雲貝」及「沼雲」的高手，將噴風貝裝備在手肘（使出拳的速度及力量倍增）、雲貝裝備在鞋底（能夠凌空移動）；沼雲則布置在他管轄的範圍，闖入的人很容易像誤踩叢林中的沼澤一樣受困而無法自行脫身，還會漸漸陷入其中。
天空戰一役中，與喬巴展開激烈交戰，被他的「刻蹄·十字架」擊敗，並掉入自己布置的沼雲，本來試圖使用雲貝脫困，但反而加速陷入沼雲。
於扉頁《涅盤一不留神藍海生活》中登場，他一路往下掉到藍海，與挖洞的老人五郎一起挖掘溫泉，其後成為溫泉旅館的掌櫃。
名字的由來是佛教用语涅槃重生。
| 涅盤的招式 | 涅盤的招式     | 簡介                                                                                       |
| 基本技     | 延伸技         | 簡介                                                                                       |
| ---------- | -------------- | ------------------------------------------------------------------------------------------ |
| 沼雲       | －             | 擁有「沼澤」性質的雲，通常越是掙扎就陷的越深。                                             |
| 沼雲       | 沼雲漢堡排（） | 把沼雲塑造成球狀向敵人投擲，陷入當中就如同陷入沼澤一般，如果被困住的是頭部就只能等著窒息。 |
| 噴風貝     | 噴射鐵拳（）   | 利用絕種的「噴風貝」使拳擊加速，讓敵人連自己是怎麼輸的都不知道。                           |

#### 神兵
包含「神兵長」大山在內，直屬艾涅爾和四名神官的士兵50名，以從外地引進Skypiea的「斬擊貝」為武器。多數成員造型像山羊，連說話的語尾都會加一句「咩～」。實力普通，對草帽海賊團來說只是小角色。
大山（Yama）
聲優：宇垣秀成（日本）；符爽（台灣）
年齡：43歲→45歲，生日：10月3日，身高：366公分，星座：天枰座，血型：F型，出身地：空島「碧卡」，喜歡的食物：法式黃油烤天空比目魚。
率領50名神兵精銳的統領「神兵長」，又稱「神聖牧羊人」，地位與四名神官平等，甚至能喝斥在「神」面前爭吵的神官們。雖然身材非常龐大肥胖，動作卻很靈敏。口頭禪的「咩」特別低沉。善用體型優勢堵住敵人退路後將之斬殺，戰鬥會使用肩帶背面的10個斬擊貝攻擊。認為過去的歷史沒有價值，因此即便戰鬥中破壞古代遺跡也不以為意。
天空戰一役中，他對神之島的遺跡造成嚴重破壞，使羅賓相當憤怒，被羅賓以「鉤爪」限制其行動，再以「百花繚亂·大飛燕草」擊敗。
名字的由來是「耶摩」（YAMA）和印度教里掌管死亡的神明阎魔。
| 大山的招式   | 簡介                         |
| ------------ | ---------------------------- |
| 斬擊滿點（） | 連續使用10個斬擊貝。         |
| 腹部滿點（） | 以腹部壓住對手。             |
| 拳滿點（）   | 強力的一拳。                 |
| 落下滿點（） | 從高處以重量增強踢擊等攻擊。 |

中悟＆小悟（Hotori&Kotori）
聲優：高戶靖廣（日本）；符爽＆宋克軍（台灣）
年齡：25歲→27歲，生日：3月10日，身高：179公分，星座：雙魚座，血型：S型，出身地：空島「碧卡」，喜歡的食物：空島紅豆年糕湯，霸氣：見聞色。
大悟的兩位弟弟，兩人長得一模一樣，和哥哥一樣的敏捷，持有斬擊、炎、味（存入屁）、衝擊等四種貝，自稱為「整人貝幻影」。特別擅長智力戰，下手時冷酷無情又狡猾，使用的招式相當低級。天空戰一役中，趁著香吉士與騙人布因艾涅爾的攻擊倒下時偷襲前進梅莉號，結果小悟被甘·福爾的長槍打飛，中悟則被娜美以甘·福爾護腕裡的「衝擊貝」擊倒。
名字的由來分別是湖畔和小鳥。

### 維薩利亞
哈雷達斯（Haredas）
聲優：納谷六朗（日本）；宋克軍（台灣）
年齡：95歲→97歲，生日：10月14日，身高：253公分，星座：天秤座，血型：X型，出身地：空島「碧卡」，喜歡的食物：從藍海買來的茶點。
住在維薩利亞的氣候學家，留著過腰並分成兩條魚尾狀的雪白鬍鬚，與當地其他學者一樣穿著類似西方巫師的長袍與尖帽。
娜美彈到此地後被他所救。擁有能夠招風的繩結風之結，原先哈雷達為了讓心情低落的娜美能夠重新打起精神，當場示範風之繩結的用法，豈料娜美反遭突如其來的狂風掃落地面，因而將其痛扁了一頓。他本在離開前委託了乾旱地的村長，為娜美準備前往夏波帝諸島的旅途必備品；但娜美卻被他展示的氣候科學所吸引，要求要學習更多氣象知識，因此多收留她一陣子。後來娜美決定學習氣象知識而駐留維薩利亞，哈雷達因此開始負責教導娜美的工作。
兩年後，當海軍抵達夏波帝諸島準備捉拿草帽海賊團時，哈雷達為了幫助娜美，指揮氣象學家利用降雨干擾海軍的動向，令海軍因為火藥浸水無法追擊草帽海賊團。原先氣象學家們本打算製造雷雲氣候牽制海軍的行動，但因為顧及落雷可能會破壞夏波帝諸島的樹脂泡泡，對地面造成更嚴重的損害而作罷。
多雷斯羅薩事件落幕後，和其他氣象學者換穿時髦風格的服飾，獲知草帽海賊團懸賞額提升的消息，期待以新造型和娜美再會。